# Bontemps
Bontemps, herb szlachecki.
- Opis herbu:

Na tarczy czterodzielnej w polu I błękitnym dwie ręce w uścisku, w II białym nad bramą z dwiema wieżami orzeł, w III białym rzeka poprzeczna, w IV błękitnym lew. Nad tarczą hełm w koronie.
- Najwcześniejsze wzmianki:

Nieznany początek herbu.
Wizerunek herbu pochodzi z nagrobku generała Piotra Bontemps.
- Herbowni:

Bontemps